# トランプ・インターナショナル・ホテル・ラスベガス
トランプ・インターナショナル・ホテル・ラスベガス（Trump International Hotel Las Vegas）は、アメリカ合衆国ネバダ州ラスベガスにあるホテルである。

## 概要
ドナルド・トランプが手がけるストリップ地区で最高となる64階建てのホテル、コンドミニアムの超大型プロジェクト。高級レストラン、スパを併設。2008年にオープン。
2013年よりヒルトン・グランド・バケーションズがトランプ・インターナショナル・ホテル・ラスベガスのうち300室を購入。ラスベガスで手掛けた5つ目のタイムシェアリゾート「ヒルトン・グランド・バケーションズ・クラブ・アット・トランプ・インターナショナル・ホテル・ラスベガス」としてコンドミニアムタイプへの改装後、販売を開始した。

## 2025年の爆発事件
2025年1月1日、ホテルの玄関前でテスラ・サイバートラックが爆発。運転手が死亡、7人が負傷した。捜査当局は同月2日、運転手はアメリカ陸軍特殊部隊の現役兵士で、爆発前に銃で自殺していたことを発表。車内からは燃料缶などの可燃物が発見された。